# Стилет (ЗРК)
Т38 «Стилет» — білорусько-український автоматизований військовий зенітно-ракетний комплекс.
Комплекс є всепогодним і призначений для оборони підрозділів сухопутних військ, промислових і військових об'єктів від ударів всіх типів сучасних і перспективних засобів повітряного нападу, що летять на гранично малих, малих і середніх висотах.
Складається з бойової машини Т381, розробленої в Білорусі і двоступеневих зенітних керованих ракет Т382, розроблених в київському КБ «Луч» (Україна). Комплекс «Стилет» мав бути озброєний 8 ракетами Т382. Але комплекси поставлені на експорт до Азребайджану були оснащенні старими ракетами від ЗРК Оса[джерело?].
Створений для заміни ЗРК «Оса-АКМ».